# Струна (физика)
Струна във физиката е предполагаем физичен обект, дискутиран в теорията на струните и сродните дисциплини. За разлика от елементарните частици, които са без измерения, или точкови по определение, струните са едномерни обекти.

## Преглед
Според теорията на струните една струна може да бъде отворена (и да има два края) или затворена (и да образува бримка).
Струните са изключително малки и не могат да бъдат наблюдавани дори от най-съвременните ускорители на частици. Предполагаемата им дължина е от порядъка на дължината на Планк – около 10−35 метра, разстояния, на които се смята, че ефектите на квантовата гравитация са значителни. На много по-големи разстояния, като например в лабораторни условия, такива обекти биха се възприемали като точкови частици без измерения.
Струните могат да вибрират, като всяко специфична вибрация на една струна, би изглеждала като различен вид частица. Според струнната теория фундаменталните частици описвани от Стандартния модел са просто струни, вибриращи с различна честота.

## Видове струни

### Отворени и затворени струни
Струните биват отворени или затворени. Отворената струна има два края и е топологично еквивалентна на линия. Затворената струна няма краища и е топологично еквивалентна на кръг. Не всички вариации на теорията на струните съдържат отворени струни, но всяка една съдържа затворени струни, т.е. взаимодействията между отворените струни пораждат затворени струни.
Най-старата супреструнна теория, описваща отворени струни, е теорията Тип I. Развитието на струнната теория през 1990-те показа, че отворените струни трябва да са залепени на D-брани.
Отворените и затворените струни се асоциират с различни по вид вибрации. Например, при определен тип вибрация, една затворена струна може да се идентифицирана като гравитон. В някои от теориите на струните най-ниско енергийната вибрация на отворена струна отговаря на хипотетичния тахион. Други видове вибрация на отворена струна могат да имат свойствата на фотон или глуон.

### Ориентация
Струните могат да имат ориентация, която мислено можем да си представим като вътрешна „стрелка“, която разграничава една струна от друга с противоположна ориентация. Съществуват и „неориентирани струни“, които нямат присъща посока.